# Фанні Рінне
Фанні Рінне (нім. Fanny Rinne, 15 квітня 1980) — німецька хокеїстка на траві.
Олімпійська чемпіонка 2004 року, учасниця 2000, 2008, 2012 років.
Чемпіонка Європи 2007 року, срібна призерка 1999, 2005, 2011 років, бронзова призерка 2003 року.
Переможниця Виклику чемпіонів 2003 року.
Переможниця Трофею чемпіонів 2006 року, срібна призерка 2000, 2004, 2008 років, бронзова призерка 1999, 2007 років.